# Чемпионат мира по шоссейным велогонкам 2018 — индивидуальная гонка (женщины)

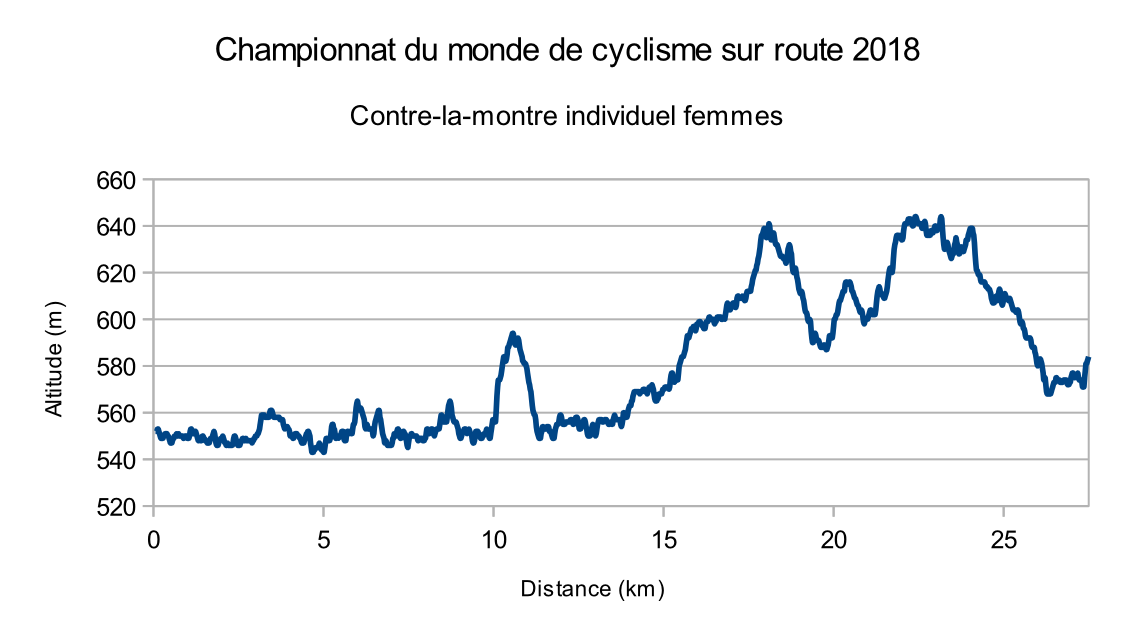
Профиль трассы

Индивидуальная гонка с раздельным стартом у женщин на чемпионате мира по шоссейным велогонкам 2018 года прошла 25 сентября в австрийском Инсбруке.

## Участники
Страны-участницы определялись на основании рейтинга UCI World Ranking. Максимальное количество гонщиков в команде не могло превышать 2 человек при условии что один из них участвует в групповой гонке. Помимо этого вне квоты могли участвовать действующий чемпион мира и чемпионы континентальных чемпионатов. Всего участие приняло 52 участницы из 34 стран.
| 4 участницы | 3 участницы | 2 участницы | 1 участница |
| Нидерланды  | США         | Австрия · Канада · Дания · Франция · Великобритания · Германия · Ирландия · Израиль · Италия · Казахстан · Новая Зеландия · Россия · Украина | Аргентина · Бельгия · Беларусь · Китай · Хорватия · Кипр · Чехия · Эритрея · Испания · Эфиопия · Финляндия · Греция · Япония · Норвегия · Парагвай · Швейцария · Словакия · Швеция · Тринидад и Тобаго |

## Маршрут
Протяженностью маршрута составила 27,8 километра. Старт располагался в центре парка приключений "Swarovski Crystal Worlds" в города Ваттенс. Затем дистанция проходила по всему району Инсбрука в городах Кользас и Вер где пересекали реку Инн. Далее следовали в Фритценс, район Брюке-Хёттингер-Аю до Святого Николауса, где они пересекали мост Кеттенбрюке. Финишный отрезок проходил по широкому бульвару Rennweg до финиша перед Императорским дворцом Хофбург.

## Результаты
| \| Генеральная классификация \| Генеральная классификация \| Генеральная классификация \| Генеральная классификация \| Генеральная классификация \| \| Гонщик \| Гонщик \| Команда \| Время \| \| \| ------------------------- \| ------------------------- \| ------------------------- \| ------------------------- \| ------------------------- \| \| 1-й \| Аннемик ван Влётен \| Нидерланды \| 34' 25 \| \| \| 2-й \| Анна Ван дер Брегген \| Нидерланды \| + 29 \| \| \| 3-й \| Эллен Ван Дейк \| Нидерланды \| + 1' 25 \| \| \| 4-й \| Леа Кирхманн \| Канада \| + 1' 27 \| \| \| 5-й \| Леа Томас \| США \| + 1' 32 \| \| \| 6-й \| Люсинда Бранд \| Нидерланды \| + 1' 43 \| \| \| 7-й \| Эмбер Небен \| США \| + 1' 48 \| \| \| 8-й \| Кэрол-Энн Канюэль \| Канада \| + 2' 16 \| \| \| 9-й \| Элиза Лонго Боргини \| Италия \| + 2' 17 \| \| \| 10-й \| Тайлер Уайлз \| США \| + 2' 31 \| \| |                      |            |         |
| |                      |            |         |
| Источник: ProCyclingStats |                      |            |         |
| Генеральная классификация |                      |            |         |
| Гонщик | Гонщик               | Команда    | Время   |
| 1-й | Аннемик ван Влётен   | Нидерланды | 34' 25  |
| 2-й | Анна Ван дер Брегген | Нидерланды | + 29    |
| 3-й | Эллен Ван Дейк       | Нидерланды | + 1' 25 |
| 4-й | Леа Кирхманн         | Канада     | + 1' 27 |
| 5-й | Леа Томас            | США        | + 1' 32 |
| 6-й | Люсинда Бранд        | Нидерланды | + 1' 43 |
| 7-й | Эмбер Небен          | США        | + 1' 48 |
| 8-й | Кэрол-Энн Канюэль    | Канада     | + 2' 16 |
| 9-й | Элиза Лонго Боргини  | Италия     | + 2' 17 |
| 10-й | Тайлер Уайлз         | США        | + 2' 31 |